# Funa Nakayama
Funa Nakayama (en japonès: 中山 楓奈, Nakayama Fūna; Toyama, Japó, 17 de juny de 2005) és una monopatinadora japonesa.
El juliol del 2021 va guanyar la medalla de bronze dels Jocs Olímpics d'Estiu de 2020 que se celebraren a Tòquio el 2021 per culpa de la pandèmia de COVID-19.

## Palmarès internacional
| Campionats internacionals            | Campionats internacionals | Campionats internacionals | Campionats internacionals |
| Any                                  | Indret                    | Medalla                   | Categoria                 |
| ------------------------------------ | ------------------------- | ------------------------- | ------------------------- |
| Jocs Olímpics d'Estiu de 2020 (2021) | Tòquio ( Japó)            | 3                         | Carrer                    |